# CD EXTRA

Enhanced CDのロゴ

CD EXTRA/CD-EXTRA（シーディー エクストラ 正式名称:Enhanced Music Compact Disc）は、一枚のCDにCD-DA（音楽）とデータを共存させているマルチセッションCD、あるいはブルーブックに規定されている仕様の名称である。
英語圏では Enhanced CD（エンハンスドCD）と呼ばれ、音楽CDのボーナス・ディスクとして付いて来る場合が多い。
利用者は音楽を一般的なオーディオプレーヤー、データをパソコンで表示・実行することが出来る。
日本国内において、流通上は音楽CDとして扱われることが多いが、再販対象商品ではない為パッケージに(再)表示がなされていない。一般的にCDショップで発売されることが多く、パソコンショップで発売されることは少ない。

## 概説
日本国内で初めてリリースされたCD EXTRAは、野呂一生のアルバム『トップ・シークレット』（1996年3月21日発売）である。
CD EXTRAは音楽CDの余剰部分を利用して特典の映像や画像を収録する場合が多く、1996年から2000年代初頭にかけて製造されていた。
特にエピックレコードジャパン（現：ソニー・ミュージックレーベルズ）時代のDREAMS COME TRUEの作品やavex group発売の作品で採用されていた。
2002年から2004年にかけてCCCD仕様の回避の為に採用されるケースもあったが、現在では本仕様を採用されるタイトルは殆どない。
本仕様を採用していた安室奈美恵の『Concentration 20』は、現在生産されているものは本仕様を外しCD-DA仕様に変更されている。
通常の音楽CDはCDのディスク自体を一つのセッション（ファイルが収録されている部分の総称）で記録されているが、CD EXTRAでは音楽用のセッションとデータ用のセッションに分けている。オーディオプレーヤーはCD-DAのセッションを再生するため音楽が再生され、パソコンでは両方のセッションを扱えるため音楽に加えデータ部分のセッションを表示することが出来るのである。
開発時はCD Plusという規格名だったが、発表後ほどなくして規格名を変更した。現在は、CD EXTRAのディスクに記してあるロゴマーク（通常のCD-DAロゴの横に「+」が付記されたもの）にその名残を残している。

## ミックスモードCD
CD EXTRAと同じような規格として、ミックスモードCDがあげられる。
CD EXTRAでは音楽用のセッションとデータ用のセッションに分けているが、ミックスモードCDはデータ用と音楽用の領域を、通常の音楽CDと同じくディスク自体を一つのセッションで記録している。1トラック目にデータが記録され、2トラック目以降は音楽データが記録されている。
ミックスモードCDでは、1トラック目をオーディオプレーヤーで再生すると激しい雑音が発生することにより、機器に障害を及ぼす危険があるなどの欠点があった。これらの欠点を改良したものがCD EXTRAである。
ミックスモードCDの例としては、PCエンジン CD-ROM2/SUPER CD-ROM2、FM TOWNS、メガCD、セガサターン、初代PlayStation（ミックスモードCDでは無いゲームソフトもある）、Microsoft WindowsなどのCD-ROMが挙げられる。